# Radisson (Québec)
Radisson ist eine Siedlung in der Gemeinde Baie-James, die 2014 im Territorium Eeyou Istchee Baie-James aufgegangen ist, im Norden der kanadischen Provinz Québec. Trotz seiner Abgeschiedenheit bietet Radisson seinen Einwohnern und Reisenden zahlreiche Dienstleistungen: zwei Tankstellen, ein Hotel, ein Motel, einen Sommer-Campingplatz, einen Gemischtwarenladen, Restaurants, Geschenkeläden, eine Schule und ein Krankenhaus. Außerdem beherbergt der Ort eine große Einrichtung für die Mitarbeiter von Hydro-Québec, von der aus geführte Touren zum Kraftwerk Robert-Bourassa starten. Hier sind auch Angestellte der Fluggesellschaft Air Inuit, die am Flughafen La Grande Riviere stationiert ist, untergebracht.

## Geographie
Die Gemeinde liegt in der regionalen Grafschaftsgemeinde (municipalité régionale de comté) Jamésie und wurde 1974 gegründet. Radisson befindet sich in der Nähe des Robert-Bourassa-Wasserkraftwerks am La Grande River. Geografisch liegt Radisson auf halbem Weg zwischen dem südlichsten und dem nördlichsten Punkt Quebecs und ist neben Schefferville die einzige nicht-einheimische Stadt nördlich des 53. Breitengrades in der Provinz Quebec.
Etwa 100 Kilometer westlich, nahe der Mündung des La Grande River liegt das Cree-Dorf Chisasibi. Im Osten verläuft die Trans-Taiga Road (französisch: Route Transtaïga), die zum Caniapiscau-Stausee und dem ehemaligen Baucamp von Caniapiscau führt, dieses Camp wird heute von einem Jagd-Ausrüster genutzt. Radisson ist Endpunkt der 620 km langen Route de la Baie James (französisch: Route de la Baie James) nach Matagami, die in den frühen 1970er Jahren zur Erschließung der Baustellen des Baie-James-Wasserkraftprojekts errichtet wurde. Entlang dieser Straße gibt es, mit Ausnahme einer 24-Stunden-Tankstelle mit Cafeteria und Übernachtungsmöglichkeiten bei Kilometer 381, keinerlei Dienstleistungen. Die Straße ist vollständig asphaltiert, gut gewartet und wird im Winter geräumt, so dass Radisson ganzjährig erreichbar ist. Der nächstgelegene Flugplatz ist der Flughafen La Grande Rivière.

## Geschichte
Radisson wurde 1974 zur Unterbringung von Bauarbeitern und Angestellten des Baie-James-Wasserkraftprojekts gegründet und von der Société de développement de la Baie James nach Pierre-Esprit Radisson benannt, Radisson war ein französischer Entdecker und Waldläufer aus dem 17. Jahrhundert, der 1670 auch an der Gründung der Hudson’s Bay Company beteiligt war.
Während der Hauptbauphase im Jahr 1977 erreichte die Einwohnerzahl etwa 2.500 und schwankt seit dieser Zeit. Derzeit zählt die Gemeinde etwa 300 Einwohner. Der Hauptarbeitgeber ist Hydro-Québec und dessen wichtigste Tochtergesellschaft, die Société de l’énergie de la Baie James. Inzwischen haben auch viele Einheimische im Tourismus ihr Auskommen gefunden und sich vor allem auf Outdoor-Sportarten wie Jagen, Angeln und Camping spezialisiert.
Radisson, auf einigen inoffiziellen Karten auch als „La Grande“ bezeichnet, ist Teil des Stadtbezirks Baie-James, der den größten Teil des Gebiets der James Bay Region umfasst, Ausnahmen bilden die Cree-Dörfer sowie der Städte Chapais, Chibougamau, Matagami und Lebel-sur-Quévillon, die alle Enklaven sind.

## Einzelnachweise

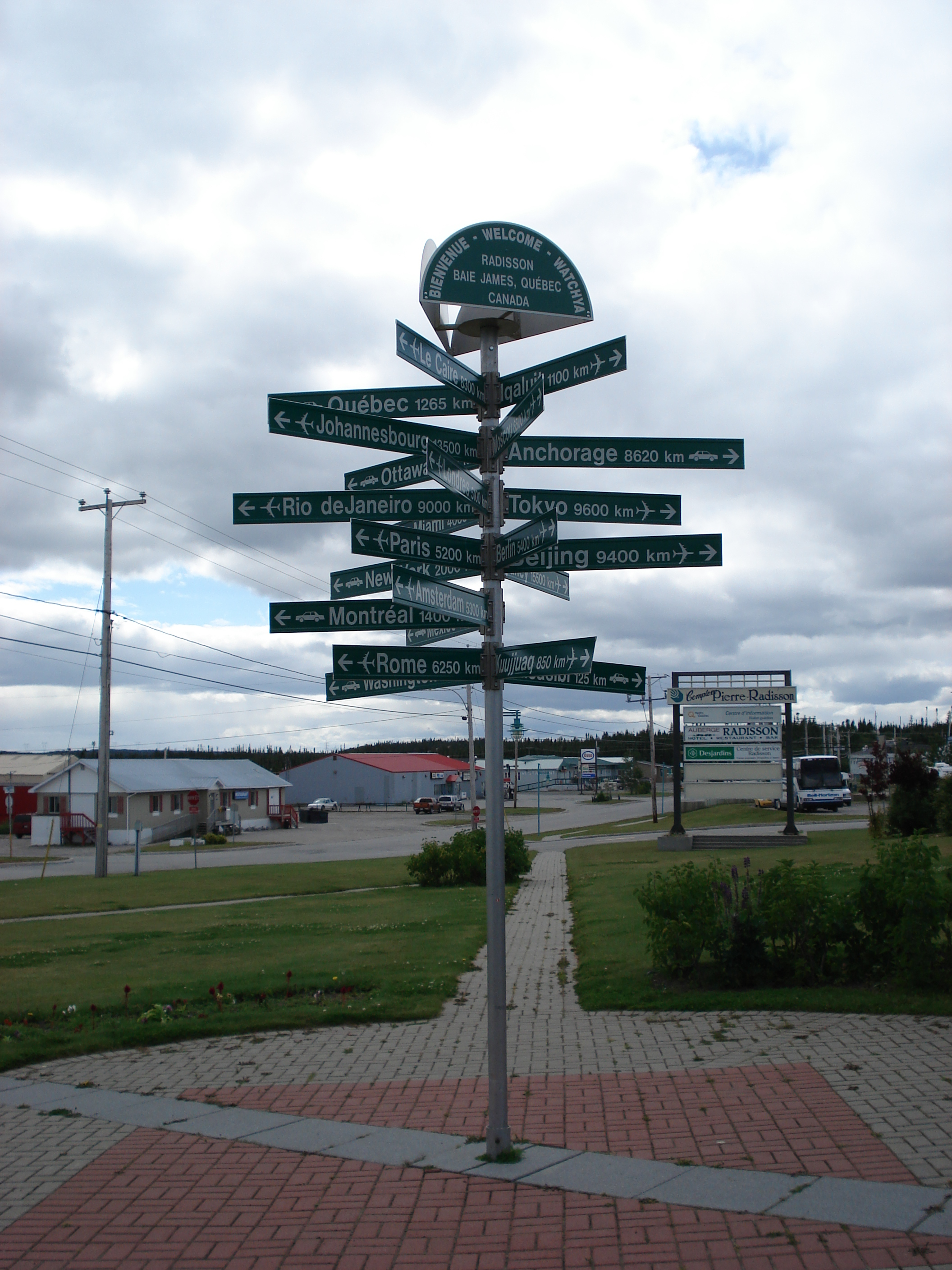
Verkehrszeichen